# Kalk

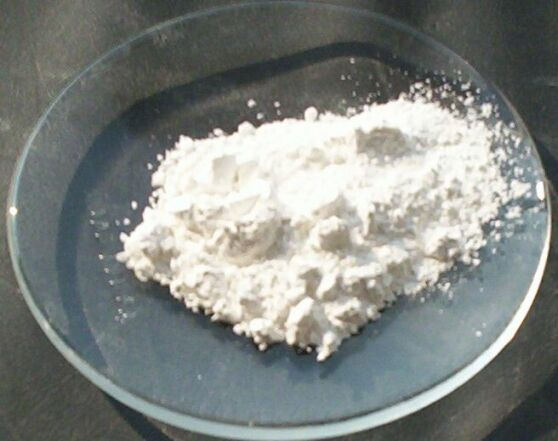
Kalciumhydroxid, eller släckt kalk, är en form av kalk.

Kalk är en vardaglig benämning för olika kemiska föreningar som innehåller grundämnet kalcium.
Främst syftar kalk på olika former av kalciumkarbonat, till exempel kalksten och krita samt de ämnen som framställs av dessa. Kalciumoxid (kallad bränd eller osläckt kalk) fås genom kalcinering av kalciumkarbonat. Kalciumhydroxid (släckt kalk) fås när kalciumoxid reagerar med vatten. Ibland syftar kalk främst på de två senare, det vill säga produkterna. Inom näringslära kan kalk dock syfta på kalciumföreningar i allmänhet, exempelvis i uttryck som "kalkbrist" och "kalkkälla".

## Tillverkning
Kalk tillverkas av kalksten som huvudsakligen består av kalciumkarbonat (CaCO3). Stenen krossas och hettas upp i en kalkugn till en temperatur strax över 1000oC, koldioxiden drivs ut av värmen genom en process som kallas termisk nedbrytning, värmeenergin som tillförs övervinner de kemiska bindningarna i kalciumkarbonatet, vilket gör att molekylen splittras, slutprodukten blir kalciumoxid (CaO), denna slutprodukt kallas osläckt eller bränd kalk. Reaktionen är endoterm d.v.s. den absorberar värme.
CaCO3 (s) + värme ⇒ CaO (s) + CO2 (g)
För att kunna användas i bruk behöver kalken först släckas, det sker genom att kalciumoxiden tillsätts i vatten, resultatet blir kalciumhydroxid (Ca(OH)2), eller med andra ord släckt kalk. Reaktionen är exoterm d.v.s. den utger värme.
CaO (s) + H2O (l) ⇒ Ca(OH)2 (s) + värme
Baserat på hur släckningen utförs kan två olika slutprodukter uppnås, våt- eller torrsläckt kalk. Vid våtsläckning tillsätts mer vatten till kalken än vad ur en kemisk synpunkt åtgår till släckningen och resultatet blir en kalkvälling som slutligen tjocknar till en kalkdeg. Vid torrsläckning tillsätts enbart den mängd vatten som krävs för att hydratiseringen skall ske så att efter avslutad reaktion enbart kalciumhydroxiden återstår utan något vattenöverskott, slutprodukten blir ett fint pulver kallat pulverkalk eller luftkalk.
Kalkdeg och pulverkalk fungerar sedan som bindemedel till kalkbruk. 

## Betydelse
Kalciumföreningar är industriellt mycket viktiga ämnen. En ugn som bränner (kalcinerar) kalciumkarbonat till kalciumoxid kallas kalkugn. Kalkugnen har en mycket lång historia, då kalciumhydroxid använts bland annat som murbruk. Ännu idag är kalk i någon form nödvändig för produktion av en mängd olika produkter, och används även som sådan i dem.

## Etymologi
Ordet kalk kommer från lågtyskan, och har sitt ursprung i latinets calx. Denna term hade i romarriket ungefär samma betydelse som idag, den syftade på de produkter som tillverkades genom upphettning av kalksten. Betydelsen har dock skiftat genom tiden. Under medeltiden omfattade termen alla fasta ämnen som erhålls genom upphettning av ett annat, och termen kalcinering syftar fortfarande på modifiering av fasta material genom upphettning. Då flogistonteorin var gällande användes ordet kalk för det som nu kallas metalloxider. Först efter att flogistonteorin slopats till förmån för mera modern förståelse för kemi fick kalk sin nuvarande (och ursprungliga) betydelse.

## Byggnadsmaterialets historia
Byggnadskalken kom till Norden med det medeltida kyrkobyggandet. I länderna vid Medelhavet är den obrutna traditionen flera tusen år gammal och den romerska erfarenhet, som Vitruvius beskriver, kan tillämpas även idag.
Kalkbruk har traditionellt framställts på byggplatsen av kalk, sand och vatten, samt eventuella tillsatser som tegelkross, nöthår och aska. Brukets egenskaper, dess styrka, har varierat med kalkråvaran, ballasten och tillsatserna. Traditionerna har varierat med de lokala förutsättningarna och utvecklats med tiden.
Kalkbruket har traditionellt använts för murning och putsning men det är också huvudbeståndsdel i de flesta stuckornament, då oftast blandat med gips eller limvatten, kalkstensmjöl och olika färgpigment.
Fram till 1950-talets början murades nya byggnader vanligen av tegel och kalkbruk. Därefter kom kalken som bindemedel att trängas undan av cement eller blandningar av cement och kalk. I stället för den kunskap om materialen, som tidigare var gemensam för producenter, byggmästare och arkitekter, kom också yrkesgrupperna att specialiseras och utveckla sina egna språk.
Först mot slutet av 1960-talet gjordes de första försöken att hitta tillbaka till den avbrutna traditionen. Traditionell kalkbränning återupptogs i liten skala på Gotland och kalkbruk kom åter till användning vid restaurering, framför allt av de putsade kyrkorna. Det stod klart att moderna och starka material, som cement, inte passar i äldre, mera eftergivliga, konstruktioner.
Idag är det självklart att använda kalkbruk och kalkfärg i samband med "byggnadsvård" och restaurering. Industriell kalk används fortfarande mycket, men flera mindre tillverkare konkurrerar genom att erbjuda lokala kvaliteter och genom att hänvisa till traditionella tillverkningsmetoder